# Резолюция Генеральной Ассамблеи ООН ES-11/4
Резолю́ция Генера́льной Ассамбле́и ООН ES-11/4 «Территориа́льная це́лостность Украи́ны: защи́та при́нципов, закреплённых в Уста́ве Организа́ции Объединённых На́ций» — резолюция одиннадцатой чрезвычайной специальной сессии Генеральной Ассамблеи Организации Объединённых Наций, принятая 12 октября 2022 года. Соавторами выступили 44 страны.
В резолюции Генеральная Ассамблея ООН потребовала от России отмены своих решений об аннексии Донецкой, Запорожской, Луганской и Херсонской областей Украины, «поскольку они являются нарушением территориальной целостности и суверенитета Украины и идут вразрез с принципами, закреплёнными в Уставе Организации Объединенных Наций», а также «вывода всех своих вооруженных сил с территории Украины в пределах её международно признанных границ». В документе утверждается, что «противоправные действия» Российской Федерации относительно «незаконных так называемых референдумов», проведенных 23–27 сентября 2022 года в четырёх оккупированных Россией регионах Украины, «и последующая попытка незаконной аннексии этих областей не имеют юридической силы в соответствии с международным правом». Резолюция призвала все страны мира не признавать эти территории как часть России. Резолюция была принята при 143 голосах за, 5 против и 35 воздержавшихся. Эта резолюция получила более высокую поддержку по сравнению с первой резолюцией, осудившей вторжение России на Украину 2022 года и требовавшей вывести вооружённые силы с её территории.

## Предыстория
После военного поражения на территории Харьковской области в начале сентября 2022 года Россия экстренно организовала на оккупированных территориях (Донецкая, Луганская, Запорожская, Херсонская области Украины) референдумы об их включении в состав России, которые прошли 23-27 сентября. При этом ни одну из областей Россия не контролировала полностью. Объявленные результаты референдумов были в пользу присоединения. 30 сентября — 4 октября были проведены формальные процедуры по аннексии соответствующих областей Украины. Референдумы прошли в условиях военного контроля, не соответствовали международному праву и получили широкое международное осуждение.
30 сентября состоялось заседание Совета Безопасности ООН, на котором Россия наложила вето на проект резолюции с осуждением референдумов. Согласно новой принятой в апреле 2022 года процедуре, применение права вето в такой ситуации автоматически привело к созыву сессии Генеральной Ассамблеи ООН в течение десяти дней.
Россия предложила провести тайное голосование по тексту резолюции, ожидая, что это приведёт к большей поддержке её позиции. Это предложение было отклонено на голосовании 10 октября: за открытое голосование высказалось 107 стран, против — 13, воздержалось — 39.

## Голосование
Для принятия требовалось большинство в 2/3 голосов.
Результаты голосования по странам:
| Голос                                            | Число | Государства | Процент голосов | Процент членов |
| ------------------------------------------------ | ----- | --- | --------------- | -------------- |
| За                                               | 143   | Австралия, Австрия, Албания, Ангола, Андорра, Антигуа и Барбуда, Аргентина, Афганистан, Багамы, Бангладеш, Барбадос, Бахрейн, Белиз, Бельгия, Бенин, Болгария, Босния и Герцеговина, Ботсвана, Бразилия, Бруней, Бутан, Вануату, Великобритания, Венгрия, Восточный Тимор, Габон, Гаити, Гайана, Гамбия, Гана, Гватемала, Гвинея-Бисау, Германия, Гренада, Греция, Грузия, Дания, Демократическая Республика Конго, Доминика, Доминиканская Республика, Египет, Израиль, Индонезия, Иордания, Ирак, Ирландия, Исландия, Испания, Италия, Йемен, Замбия, Кабо-Верде, Камбоджа, Канада, Катар, Кения, Кипр, Кирибати, Колумбия, Коморы, Коста-Рика, Кот-д'Ивуар, Кувейт, Латвия, Либерия, Ливан, Ливия, Литва, Лихтенштейн, Люксембург, Маврикий, Мавритания, Мадагаскар, Малави, Малайзия, Мальдивы, Мальта, Марокко, Маршалловы острова, Мексика, Микронезия, Молдавия, Монако, Мьянма, Науру, Непал, Нигер, Нигерия, Нидерланды, Новая Зеландия, Норвегия, Объединённые Арабские Эмираты, Оман, Палау, Панама, Папуа — Новая Гвинея, Парагвай, Перу, Польша, Португалия, Республика Корея, Руанда, Румыния, Самоа, Сан-Марино, Саудовская Аравия, Северная Македония, Сейшелы, Сент-Винсент и Гренадины, Сент-Китс и Невис, Сент-Люсия, Сербия, Сингапур, Словакия, Словения, Соединённые Штаты Америки, Соломоновы острова, Сомали, Суринам, Сьерра-Леоне, Тонга, Тринидад и Тобаго, Тувалу, Тунис, Турция, Украина, Уругвай, Фиджи, Филиппины, Финляндия, Франция, Хорватия, Чад, Черногория, Чехия, Чили, Швейцария, Швеция, Эквадор, Эстония, Ямайка, Япония | 78,14 %         | 74,09 %        |
| Против                                           | 5     | Белоруссия, КНДР, Россия, Сирия, Никарагуа | 2,73 %          | 2,59 %         |
| Воздержались                                     | 35    | Алжир, Армения, Боливия, Бурунди, Вьетнам, Гвинея, Гондурас, Зимбабве, Индия, Казахстан, Китай, Куба, Кыргызстан, Лаос, Лесото, Мали, Мозамбик, Монголия, Намибия, Пакистан, Республика Конго, Сенегал, Судан, Таджикистан, Таиланд, Танзания, Того, Уганда, Узбекистан, Центральноафриканская Республика, Шри-Ланка, Эритрея, Эсватини, Эфиопия, Южно-Африканская Республика, Южный Судан | 20,77 %         | 19,69 %        |
| Отсутствовали                                    | 10    | Азербайджан, Буркина-Фасо, Венесуэла, Джибути, Иран, Камерун, Сальвадор, Сан-Томе и Принсипи, Туркменистан, Экваториальная Гвинея | -               | 5,18 %         |
| Всего                                            | 193   | - | 100 %           | 100 %          |
| Источник: A/RES/ES-11/L.5 voting record 1. 2. 3. |       | |                 |                |

## Оценки
По оценкам Politico, США и страны ЕС в преддверии заседания провели широкую лоббистскую кампанию с целью доказать, что поддержка территориальной целостности Украины не снижается со временем, и добились этой цели, так как октябрьскую резолюцию ГА ООН поддержало на 2 страны больше, чем мартовскую. В частности, это связано с тем, что акцент в тексте был сделан не на критике России, а на недопустимости нарушения территориальной целостности.
Среди четырёх стран, которые поддержали позицию России, режимы в двух странах находятся в серьёзной зависимости от российской помощи — это режимы Александра Лукашенко и Башара Асада в Белоруссии и Сирии соответственно. КНДР ожидает помощи от России как от постоянного члена СБ ООН для блокирования новых санкций. Режим Даниэля Ортеги в Никарагуа также находится в почти полной изоляции, получая от России военную помощь.